# Omocestus uhagonii
Omocestus uhagonii är en insektsart som först beskrevs av Bolívar, I. 1876-1878.  Omocestus uhagonii ingår i släktet Omocestus och familjen gräshoppor. Inga underarter finns listade i Catalogue of Life.